# تمبر مرغابی فدرال

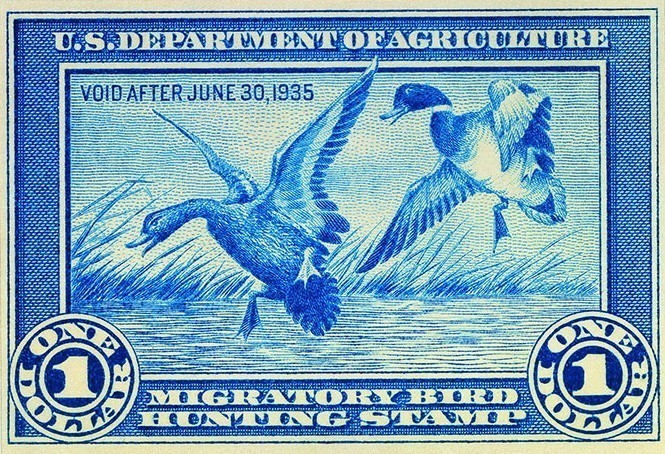
اولین تمبر اردک ایالات متحده، منتشر شده در ۱۴ اوت ۱۹۳۴

تمبر مرغابی فدرال که به‌طور رسمی به عنوان تمبر شکار و حفاظت از پرندگان مهاجر شناخته می‌شود، یک تمبر چسبی است که توسط دولت فدرال ایالات متحده صادر شده است و باید پیش از شکار پرندگان آبزی مهاجر مانند غاز و مرغابی خریداری شود. همچنین برای ورود به پناهگاه‌های ملی حیات وحش که معمولاً برای پذیرش هزینه دریافت می‌کنند، استفاده می‌شود. به‌طور گسترده‌ای به عنوان یک جمع‌آوری سرمایه و وسیله‌ای برای حفاظت تالاب دیده می‌شود، به طوری که ۹۸٪ از درآمد هر فروش به صندوق حفاظت از پرندگان مهاجر می‌رسد.
رئیس‌جمهور هربرت هوور قانون حفاظت از پرندگان مهاجر را در سال ۱۹۲۹ امضا کرد تا مجوز کسب و حفظ تالاب‌ها به عنوان زیستگاه پرندگان آبزی را صادر کند. اما این قانون منبع دائمی پول برای خرید و حفظ تالاب‌ها را در نظر نگرفت. در ۱۶ مارس ۱۹۳۴، کنگره تصویب کرد و رئیس‌جمهور روزولت، قانون تمبر شکار پرندگان مهاجر را امضا کرد که عموماً به عنوان قانون تمبر مرغابی شناخته می‌شود.